# Eberhard Maria Kragel
Eberhard Maria Kragel (Štefan Kragl) (Cundrava, 24. prosinca 1725. — Fortnava, 25. travnja 1788.), vjerski pisac Hrvata iz Gradišća

## Životopis
Rodio se u Cundravi. 1745. godine pristupio servitima (Redu Marijinih slugu). Škole završio u sjeverozapadnom Gradišću u samostanu u Lovreti (Loretto). Zaredio se 1748. u Beču. Nakon primanja redovničkih sakramenata postao profesorom dogmatike. Od 1751. do 1775. bio je u marijanskom svetištu u Lovreti hrvatski propovjednik. Kad je ondašnji samostan raspušten 1787., premješten je u Malištrof gdje je bio kapelanom. Iza toga imenovan na mjesto privremena upravitelja župe u Vorištanu. 1763. godine objavio je u Šopronu djelo Csetvero-versztni duhovni persztan, ki sztoji va marlyivom premislyavanyu csetiri poszlidnyi dugovanyih. Tiskao pri Jivanu Josefu Szieszu. Djelo je upereno na buđenje bogobojaznosti raspravljanjem o smrti, posljednjem sudu i paklu. Puk je to djelo nazvao "Četira poslidnja". Kragelova "Četira poslidnja" spadaju u hrvatska baroknu književnost zapadne Ugarske. Jezikom, stilom i recepcijom veliki su prinos hrvatskoj književnosti.